# Guy Lombardo
Guy Lombardo, właśc. Gaetano Alberto Lombardo (ur. 19 czerwca 1902 w London, zm. 5 listopada 1977 w Houston) – kanadyjski skrzypek i kierownik orkiestry rozrywkowej.
Pierwszy profesjonalny zespół pod nazwą Lombardo Brothers and Their Orchestra utworzył w 1921 roku. W 1924 roku zespół wystąpił w Cleveland, następnie koncertował w Chicago i Nowym Jorku, wtedy już pod nazwą Royal Canadians. Od 1929 roku rozwinęła się jego kariera na całym świecie.
Największe przeboje: „Boo Hoo”, „Coquette”, „The Wedding Samba”, „The Peanut Vendor”, „Seems Like Old Times”, „Harbour Lights”.